# Gardłorodowate
Gardłorodowate (Rhinodermatidae) – rodzina małych płazów z rzędu płazów bezogonowych (Anura).

## Zasięg występowania
Rodzina obejmuje gatunki występujące w lasach umiarkowanych południowego Chile i przyległej Argentyny.

## Charakterystyka
Gardłorodowate osiągają do 3 cm długości. Są przeważnie zielone i posiadają brązowe plamy oraz długie, wąskie nosy.

## Podział systematyczny
Do rodziny należą następujące rodzaje:
- Insuetophrynus Barrio, 1970 – jedynym przedstawicielem jest Insuetophrynus acarpicus Barrio, 1970
- Rhinoderma A.M.C. Duméril & Bibron, 1841

## Status i ochrona
Rh. rufum to gatunek krytycznie zagrożony (istnieje możliwość, że gatunek od dawna jest wymarły), z kolei lepiej znany Rh. darwinii jest gatunkiem zagrożonym.